# Szoltánije megye

Zandzsán tartomány megyéinek elhelyezkedése

Szoltánije megye (perzsául: شهرستان سلطانیه) Irán Zandzsán tartománynak egyik keleti megyéje az ország északi részén. Északon és északkeleten Tárom megye, keleten Kazvin tartomány, délen Horramdarre megye, délnyugatról Hodábande megye, nyugatról az Idzsrud megye, északnyugatról Zandzsán megye határolják. Székhelye az 5600 fős Szoltánije városa. A megye lakossága 28 266 fő, területe 1358,8 km². A megye két további kerületre oszlik: Központi kerület és (بخش باغ حلی).
A Katale Khor-barlang a megyeszékhely mellett elhelyezkedő turisztikai látványosság.

## Fordítás
- Ez a szócikk részben vagy egészben  a   Soltaniyeh County című angol Wikipédia-szócikk ezen változatának fordításán alapul.  Az eredeti cikk szerkesztőit annak laptörténete sorolja fel. Ez a jelzés csupán a megfogalmazás eredetét és a szerzői jogokat jelzi, nem szolgál a cikkben szereplő információk forrásmegjelöléseként.